# Arctosa oneili
Arctosa oneili là một loài nhện trong họ Lycosidae.
Loài này thuộc chi Arctosa. Arctosa oneili được William Frederick Purcell miêu tả năm 1903.